# Бирвито
Бирвито (бел. Бірвіта) — деревня в Куропольском сельсовете Поставского района Витебской области Белоруссии. 
Проходило строительство одной из распределительных подстанций Островецкой АЭС.

## История
В 1921-1945 годах деревня в составе гмины Поставы Дисненского уезда Виленского воеводства.

## Демография
1931 год — 90 жителей, 15 дворов
В 1990-х годах деревня насчитывала более 15 жилых домов. 
В 2009 году в деревне проживало 6 человек. В 2019 году — 2 человека.
Согласно данным Куропольского сельсовета в Бирвито имеется один жилой дом. 